# 密毛桃叶珊瑚
密毛桃叶珊瑚（学名：Aucuba himalaica var. pilosissima）为绞木科桃叶珊瑚属喜马拉雅珊瑚的变种。分布于中国大陆的四川、陕西、湖北、湖南等地，生长于海拔1,000米至1,300米的地区，多生长于林中。